# Kévin Lasserre
Pour les articles homonymes, voir Lasserre.
Kévin Lasserre, né le 11 août 1998 à Arcachon, est un nageur-sauveteur français.

## Biographie
Natif du sud-ouest de la France, Kévin Lasserre débute sa jeune carrière au CNH avec Christos Paparadopopoulos où il décroche ses premières médailles nationales en natation (le bronze sur le 200 m 4 nages et le 200 m brasse au championnat de France Minimes).
Il part ensuite pour le sud de la France où il sera coaché par Franck Esposito pendant plus de 3 ans. C’est au CN Antibes qu’il remporte ces premiers titres de champion de France jeune.
Il bascule ensuite sur le sauvetage sportif. Champion de France, champion d’Europe puis médaillé mondial de bronze, il devient recordman de France sur l’épreuve reine du 200 m SuperLifeSaver lors des championnats de France 2022 à Montpellier.

## Carrière sportive

### 2021
Aux championnats d’Europe de sauvetage sportif en 2021, il remporte l'or sur le classement général et le relais Taplin mixte, ainsi que l'argent sur le relais tube, le bronze sur le relais obstacles et le 200 m SLS.

### 2022
En 2022, il se qualifie pour 4 championnats du monde : 
- Championnats du monde militaire de sauvetage sportif aux Pays-Bas : avec 3 titres de champions du monde et 3 titres de vice-champion du monde (champion du monde de la surface, champion du monde du rescue tube, champion du monde du relais Taplin, vice-champion du monde du 200 m SLS, vice-champion du monde 2 km beach run, vice-champion du monde du relais Tube)[4].
- Championnat du monde de nage avec palmes en colombie: avec une 4e place sur le relais 4 × 100 m bi-palmes et une finale mondiale sur le 400 m BI-palmes[5].
- Championnat du monde de sauvetage sportifs en Italie : avec 3 médailles de bronze (Médaillé de bronze Rescue Tube, Médaillé de bronze relais Tube, Médaillé de bronze classement général des nations).
- Jeux mondiaux aux états-unis : avec une médaille d’argent sur le 200 m SuperLifeSaver[6].

Le 14 novembre 2022, il rejoint l’armée de terre. Il est affecté au bataillon de Joinville et représente l’armée de champions au grade de soldat de 1re classe.

### 2023
En 2023, il se qualifie pour 2 championnats d'Europe :
- Championnat d'Europe de nage avec palmes en Hongrie : avec 3 finales (200m bi-palmes, 400m bi-palmes, 4x 100m bi-palmes), ou il termine à la 5ème place.
- Championnat d'Europe de sauvetage sportif en Belgique : avec 5 médailles (champion d'Europe au classement général[8], champion d'Europe du relais rescue tube, champion d'Europe du relais taplin , médaillé d'argent du 200m obstacle[9] et médaillé de bronze du relais tube).

Le 20 octobre 2023, est élu sauveteur de l'année par la fédération française de sauvetage et de secourisme.

### 2024
En 2024, il se qualifie pour 3 championnats du monde:
- Championnats du monde militaires de sauvetage sportif en France: avec 7 médailles (4 titres de champion du monde et 3 médailles de bronze). Athlète polyvalent, il a brillé dans toutes les épreuves techniques, que ce soit en mer, sur le sable ou à la piscine. Il a marqué l’histoire en établissant un record du monde militaire sur l’épreuve reine du 200 mètres SLS lors de la dernière course du championnat, clôturant ainsi la compétition de la plus belle des manières[11].
- Championnats du monde de nage avec palmes 2024, en Serbie: avec 2 médailles de bronze (200 mètres bi-palmes, et  relais 4x100 mètres bi-mixte).
- Championnat du monde de sauvetage sportif en Australie: avec 5 médailles (1 titre de champion du monde 4 médailles de bronze)[12].

### 2025
En 2025, il se qualifie pour les Jeux mondiaux qui auront lieu en chine avec la meilleure performance mondiale de l'année.

## Vie privée
Diplômé d’une licence STAPS, sapeur-pompier volontaire au Cis Antibes, il poursuit en parallèle ces études de kinésithérapie[réf. nécessaire].